# Los cuentos de la Awicha
Los cuentos de la Awicha es un serie de animación 2D en idioma Aimara; estrenado en 2023, dirigida por el tacneño Andrés Pío Cotrina Chávez y que adapta los cuentos de la educadora Estela Cecilia Gamero López. Relata la historia de Tomás, un niño de 8 años que siempre ha vivido en la ciudad, y que a través de los cuentos de su abuela Justine comienza a comprender la cosmovisión andina. Está dirigido al público infantil.

## Sinopsis
Tomás, de 8 años, visita a su abuela en el pueblo de Thala ubicado en la sierra peruana. Él, que siempre ha vivido en la ciudad comienza a sentirse aburrido al pasar de los días; pero, los cuentos de su abuela “Awicha” Justina lo ayudarán a conocer la vida en la naturaleza. Con ella aprenderá a comprender la cosmovisión andina.

## Reparto
Los actores que participaron en la creación de voces fueron:
- Julisa Camila Quenta Mamani, como Tomás
- Estela Cecilia Gamero López, como la abuela Justine
- Eulalia Ramos, como Piruchín
- Max Fredy Quispe, como Chitona
- Sinthia Maribel, como la Madre Jamach'i
- Sabino Maquera, como Thaya
- Alejandrina Huanacuni Llanos, como Wara Wara
- René Acero Velásquez, como el Sr. Jamach'i

## Producción
En 2020, el proyecto resultó beneficiario de los Estímulos Económicos del Ministerio de Cultura, entre los más de 70 proyectos que postularon a la categoría Pilotos de serie para la actividad cinematográfica. Con ello se produjo el primer capítulo de la serie.

## Estreno
La película se estrenó, en Perú, el 4 de octubre de 2023 en el Festival Internacional de Animación Ajayu. Posteriormente ha sido presentada en 23 festivales de cine nacional e internacional.